# Scandale Fisk-Gould
Pour les articles homonymes, voir Black Friday, Fisk et Gould.

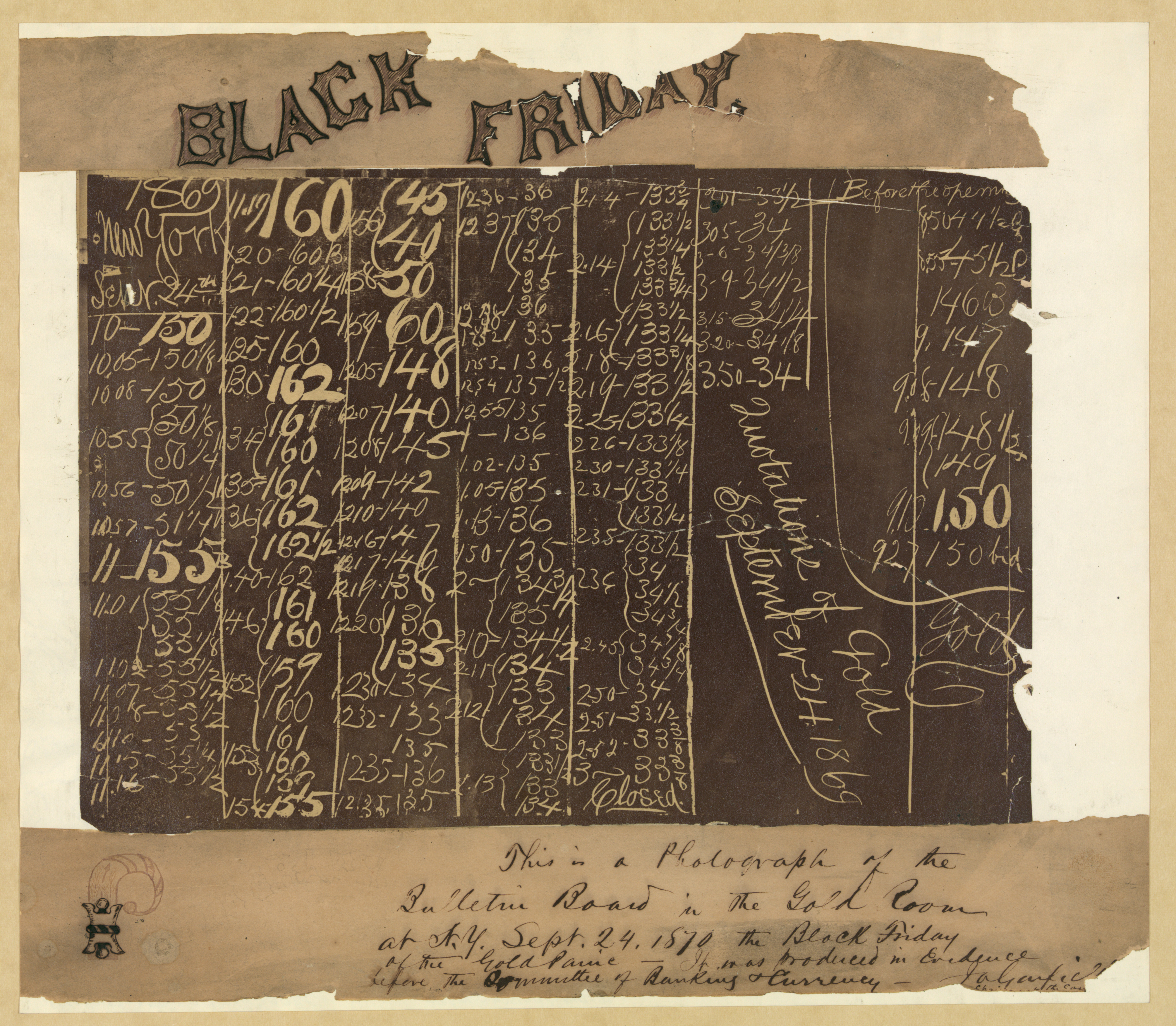
Photographie du tableau noir de la New-York Gold Room le 24 septembre 1869, montrant l'effondrement du prix de l'or.

Le scandale Fisk-Gould, parfois appelé Black Friday, est un spectaculaire effondrement du marché de l'or à la Bourse de New York le 24 septembre 1869.
Cet effondrement fait suite à un corner raté, manipulation du marché de l'or par les financiers Jay Gould et James Fisk.

## Contexte historique
Pour financer la guerre de Sécession et la reconstruction, le gouvernement fédéral des États-Unis avait contracté une importante dette nationale. Cette dette est passée de 64 millions de dollars en 1860 à 2,8 milliards de dollars à la fin de l'administration Andrew Johnson, au moment de l'élection de Ulysses S. Grant. Le problème s'est encore aggravé lorsque le gouvernement fédéral a émis du papier-monnaie, connu sous le nom de Greenback, qui n'étaient pas remboursables en or. Mandatés comme le seul paiement des dettes fédérales, publiques et privées, ces Greenback ont également servi à retirer la monnaie d'or de la circulation, provoquant une forte hausse du prix de l'or. On croyait généralement que le gouvernement américain finirait par racheter ces Greenback avec de l'or. 
Grant était déterminé à ramener l'économie nationale aux normes monétaires d'avant-guerre, et l'une des premières choses qu'il fit en tant que président en 1869 fut de signer la loi sur le crédit public, qui rembourserait les obligations américaines en or ou son équivalent, et rachèterait les billets verts de l'économie dès que possible. Grant croyait que la remise en circulation d'une monnaie saine était la meilleure approche pour restaurer l'économie.
Grant a confié à George S. Boutwell la responsabilité du Trésor américain avec pour tâche principale de réduire la dette nationale. Pour ce faire, en avril, Boutwell a ordonné à son trésorier adjoint de vendre de l'or du Trésor et d'acheter des obligations de guerre. Il a également initié des réformes au sein du département du Trésor en améliorant les méthodes de collecte des impôts et en s'attaquant au problème de la contrefaçon. À la fin du mois de mai, la dette nationale avait été réduite de 12 millions de dollars. La politique de trésorerie de Boutwell consistant à réduire la dette nationale a maintenu le niveau de la masse monétaire et le prix de l'or artificiellement bas. 
Le but de la politique fiscale de Grant était de réduire la quantité de billets verts en circulation qui pourraient être échangés contre de l'or à une date ultérieure.